# Хама, Бубу
Бу́бу Ха́ма (фр. Boubou Hama; 1906 — 29 января 1982) — нигерский автор, историк, политический деятель. Председатель Национального собрания Нигера при президенте Амани Диори.

## Жизнь и творчество
Родился в Фонеко, небольшой сонгайской деревне на западе Нигера. Окончив сенегальское педагогическое училище École normale superieure William Ponty в Дакаре, стал в 1920-х годов первым нигерским учителем начальной школы, получившим французское образование. В 1950—1957 годах работал директором местного отделения Французского института Чёрной Африки, затем руководил Центром по сбору устной исторической традиции в Ниамее.
Как автор работал во многих жанрах, включая историю и театр. Его исторические труды были посвящены прошлому народностей, населяющих Нигер, и концентрируются на этноисторических и историко-культурных аспектах. Считался представителем консервативного, неотрадиционалистского течения африканской историографии. Среди прочего, он был членом Международного научного комитета ЮНЕСКО по изданию «Всеобщей истории Африки» и одним из соавторов 1-го тома.
Его сочинения привлекли международное внимание, когда его автобиографическая повесть «Котья-Нима» (Kotia-nima), опубликованная при поддержке ЮНЕСКО в 1971 году, получила Большую литературную премию Чёрной Африки (Grand prix littéraire d’Afrique noire). В том же году премией Сенгора было отмечено его эссе об африканском образовании получило. Его творчество придаёт большое значение устной литературе.

## Политическая карьера
Был одним из основателей и активных деятелей Нигерской прогрессивной партии (НПП) — регионального отделения Африканского демократического объединения. До 1974 года он был председателем партии; также он стал близким советником её лидера и депутата Национального собрания Франции Амани Диори.
После обретения независимости в 1960 году НПП стала правящей и единственной законной партией в Нигере. Хама при этом являлся председателем Национального собрания Нигера с 1958 по 1974 год и официальным идеологом правящего режима. Он также считался одним из самых видных и, возможно, самым влиятельным членов политбюро НПП, фактически ставшего руководящим органом в стране. Один автор назвал Бубу Хаму «серым кардиналом», стоящим за президентом Диори.
Руководимое им Национальное собрание Нигера ежегодно собиралось на церемониальные заседания для формальной ратификации решений правительства. Представители традиционной знати, заседавшие в качестве депутатов парламента, обычно единогласно поддерживали предложения властей. Диори переизбирался спикером на безальтернативной основе в 1965 и 1970 годах, но был смещён в результате военного переворота в 1974 году. Хама был арестован и свыше 3 лет провёл в тюрьме.
Умер в Ниамее в 1982 году.

## Сочинения
- Histoire traditionelle des peuples du Dallol Boboye, Niamey, 1959;
- Histoire du Gobir et de Sokoto, P., 1967;
- Histoire traditionnelle d’un peuple, les Zarma-Songhay, P., 1967;
- Recherche sur l’histoire des louareg sahariens et soudanais, P., 1967;
- Histoire des Songhay, P., 1968;
- Contribution à la connaissance de l’histoire des Peul, P., 1968;
- Kotia-Nima. Rencontre avec l’Europe, v. 1—3, P., 1968—69;
- Histoire traditionnelle d’un village Songhay, Fonéko, P., 1970;
- Les grands problèmes de l’Afrique des Indépendences, P., 1974.